# Pearl Jam Twenty Tour
Pearl Jam Twenty Tour – piętnasta trasa koncertowa grupy muzycznej Pearl Jam, w jej trakcie odbyły się dwadzieścia dwa koncerty.
1. 3 września 2011 – East Troy, Wisconsin, USA – Alpine Valley Music Theatre
2. 4 września 2011 – East Troy, Wisconsin, USA – Alpine Valley Music Theatre
3. 7 września 2011 – Montreal, Quebec, Kanada – Bell Centre
4. 11 września 2011 – Toronto, Ontario, Kanada – Air Canada Centre
5. 12 września 2011 – Toronto, Ontario, Kanada – Air Canada Centre
6. 14 września 2011 – Ottawa, Ontario, Kanada – Scotiabank Place
7. 15 września 2011 – Hamilton, Ontario, Kanada – Copps Coliseum
8. 17 września 2011 – Winnipeg, Manitoba, Kanada – MTS Centre
9. 19 września 2011 – Saskatoon, Saskatchewan, Kanada – Credit Union Centre
10. 21 września 2011 – Calgary, Alberta, Kanada – Scotiabank Saddledome
11. 23 września 2011 – Edmonton, Alberta, Kanada – Rexall Place
12. 25 września 2011 – Vancouver, Kolumbia Brytyjska, Kanada – Pacific Coliseum
13. 3 listopada 2011 – São Paulo, Brazylia – Estádio do Morumbi
14. 4 listopada 2011 – São Paulo, Brazylia – Estádio do Morumbi
15. 6 listopada 2011 – Rio de Janeiro, Brazylia – Praça da Apoteose
16. 9 listopada 2011 – Kurytyba, Brazylia – Estádio Vila Capanema
17. 11 listopada 2011 – Porto Alegre, Brazylia – Estádio Passo D’Areia
18. 13 listopada 2011 – La Plata, Argentyna – Estadio Ciudad de La Plata
19. 16 listopada 2011 – Santiago, Chile – Estadio Monumental David Arellano
20. 18 listopada 2011 – Lima, Peru – Estadio Universidad San Marcos
21. 20 listopada 2011 – San José, Kostaryka – Estadio Nacional de Costa Rica
22. 24 listopada 2011 – Meksyk, Meksyk – Foro Sol